# 清华大学附属小学
清华大学附属小学，简称清华附小，是中国北京市海淀区的一所小学，成立于1915年，前身是成志学校，专为清华大學教职员工子弟求学而设，目前现任校长为窦桂梅。

## 学校历史
1915年，成立成府贫民小学。董事长由清华大学校长周诒春担任，校长张廷玉。校舍位于成府槐树街北民房九间，后迁至新南院（新林院）门外。同年成立成志学校。校长由清华大学庶务长李仲华担任，校舍在汪铁英家。成志学校管理是由校董事会负责，成员包括叶企孙、张子高、冯友兰、马约翰、萧公权、朱自清、杨武之、刘崇鋐、陈达、潘光旦。
1921年，搬迁到胜因院，26年迁学务处西院，27年迁丁所。后因抗日战争爆发，随大学迁走，成为西南联大附小。
1946年，成志学校复校在丁所，又设初中部。47年至49年丁所修建，迁至原成府小学。49年扩招工人子弟，共用成府小学和丁所两片校舍。
1951年，成立工农速成中学，收解放军士兵，于成府小学西盖起校舍。1952年院系调整，工农速成中学迁至清华大学生物馆。成志学校初中部成为清华大学附设中学，在两幢二层楼。小学部成为清华大学附设小学，顾蔚云任校长。
1953年，清华附小彻底搬离丁所。1960年，正式更名为清华大学附属小学。
2002年，清华附小提出校训“立人为本、成志于学”，确定了办学理念“为聪慧与高尚的人生奠基”。
2010年11月，窦桂梅担任清华附小校长，党总支书记。学校进入快速发展，于2011年进行了抗震加固。
2015年百年校庆期间，清华附小举办“全球未来学校大会”，吸引国际教育专家探讨科学与阅读素养。学校还推出百年主题话剧《丁香花开》、纪录片《春夏秋冬》等，展现“家国情怀”与“完整人格”的百年传承。同年，教育部推动学校体育发展方式转型，以清华附小为典型案例。该校将体育列为核心学科，实施每日一节体育课、晨练微课堂、健身大课间等活动，开设足球等10个选修项目，令学生们满意。
2024年，校长窦桂梅担任中国教育学会副会长和第十四届北京政协委员会常务委员，代表教育界参加政协会议。

## 學校概況

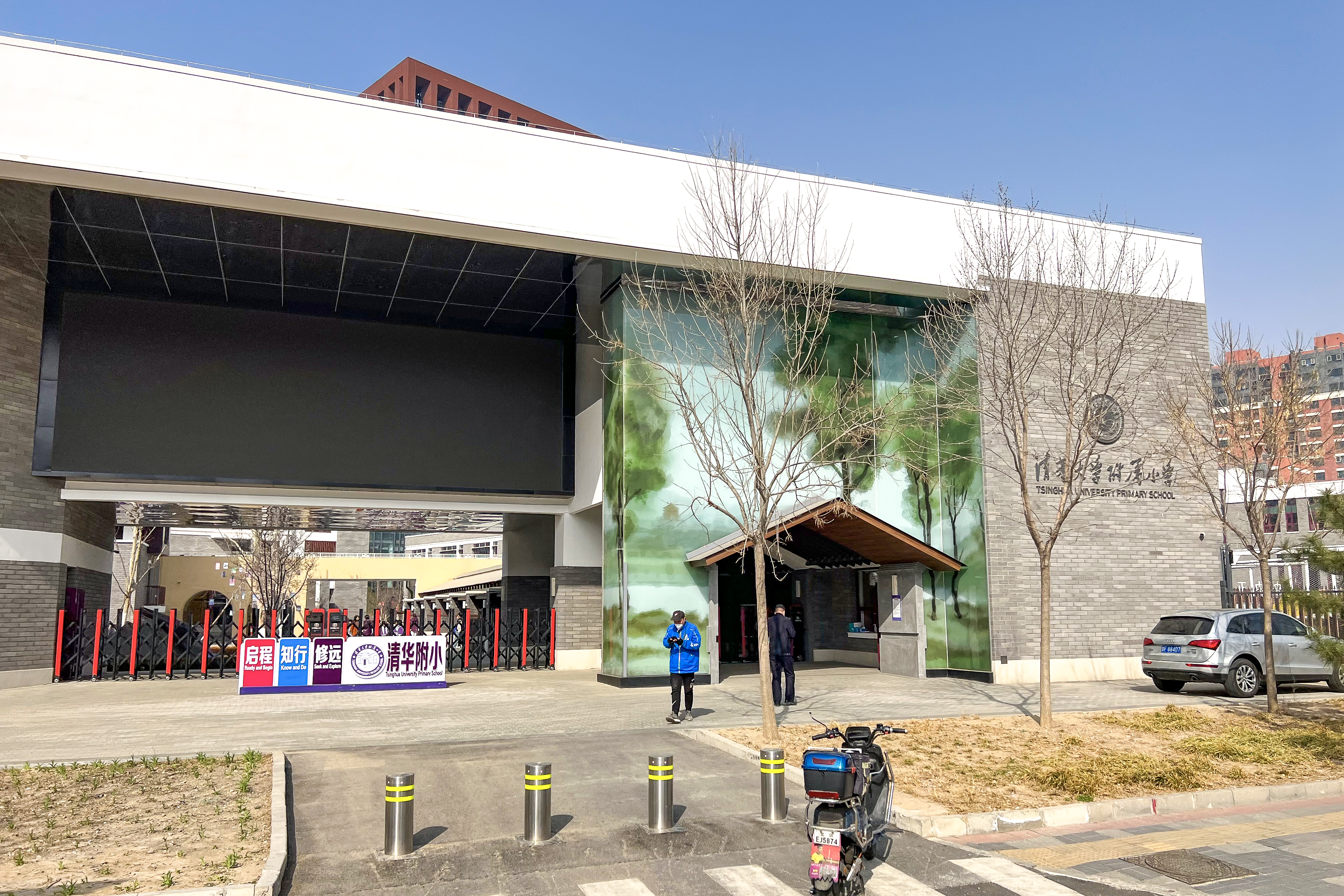
清华附小双清苑校区

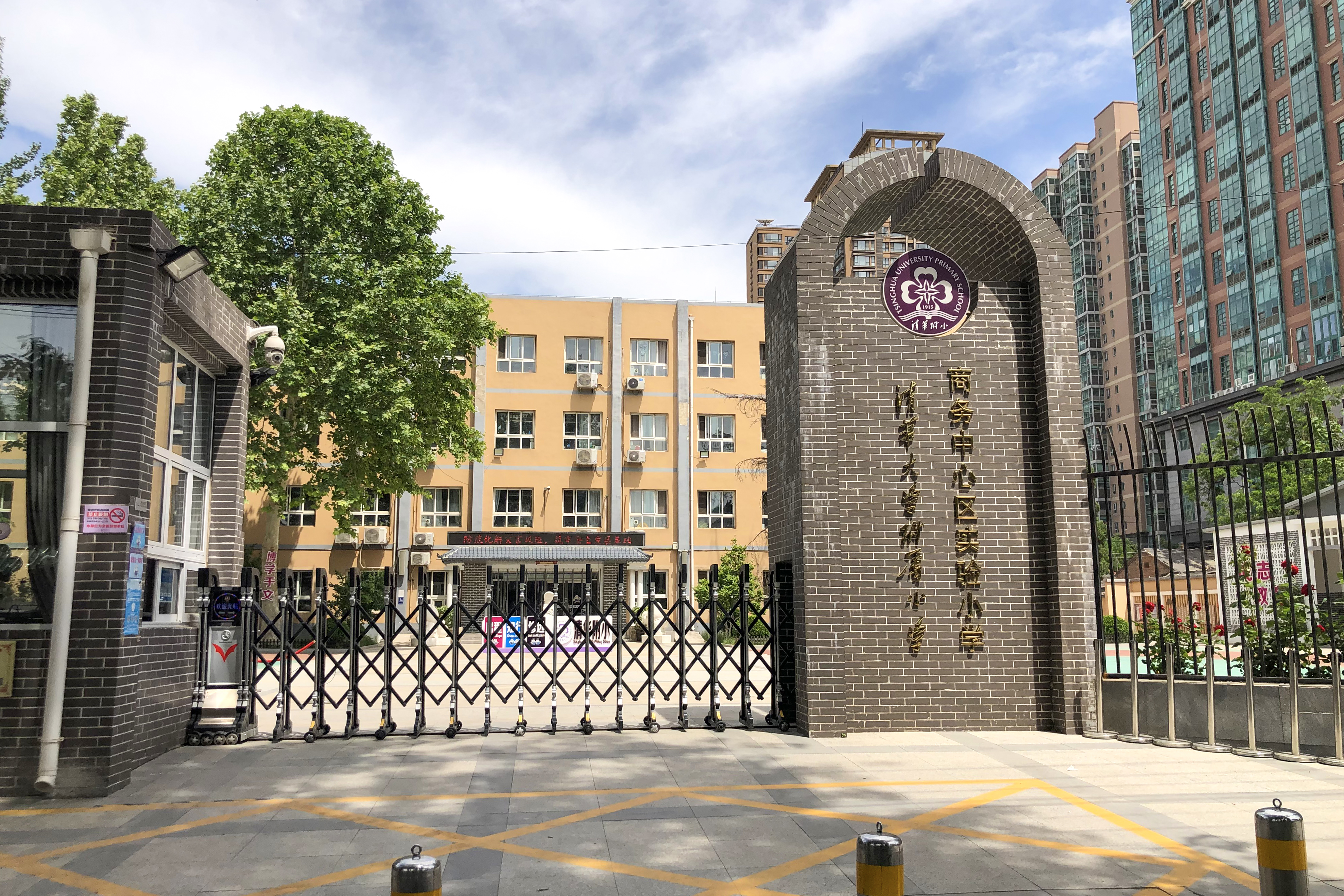
清华附小商务中心区实验小学

清華附小位於清華園西南部，其清华园校区面積14990平方公尺，建築面積12120平方米。共有約35個教學用房，1500個學生、近百位教職工。如今，清华附小踞北京市三区八址二园，形成集团化办学，教师总数 849 人，总学生数 10266 人，班级数 262 个。
2022年9月1日，清华附小双清苑校区启用。
香港道尔顿学校与清华大学附属小学合作编制中文课程，共同打造一个以弘扬中华文化为目标的双语多元文化学习社区。

## 学校轶事
2017年，一篇展示清华附小2012级4班学生对苏轼研究成果的微信公众号文章走红。舆论一方面赞叹小学生论文格式严谨，研究像模像样；但也有人质疑该教育方法无法推广。校方回应称许多人并不了解小学生的现状。

## 著名校友
- 杨振宁
- 邓稼先
- 楊尤拉（楊冪堂妹）
- 何姿
- 张宏民
- 雷怡欣（雷军女儿）